# Saipan
Saipan je hlavní a největší ostrov amerického přidruženého státu Severní Mariany v souostroví Mariany v západní části Tichého oceánu. Nachází se severovýchodně od ostrova Tinian, od kterého je oddělen 8 kilometrů širokou Saipanskou úžinou. Asi 200 kilometrů na jih od Saipanu leží Guam.

## Geografie

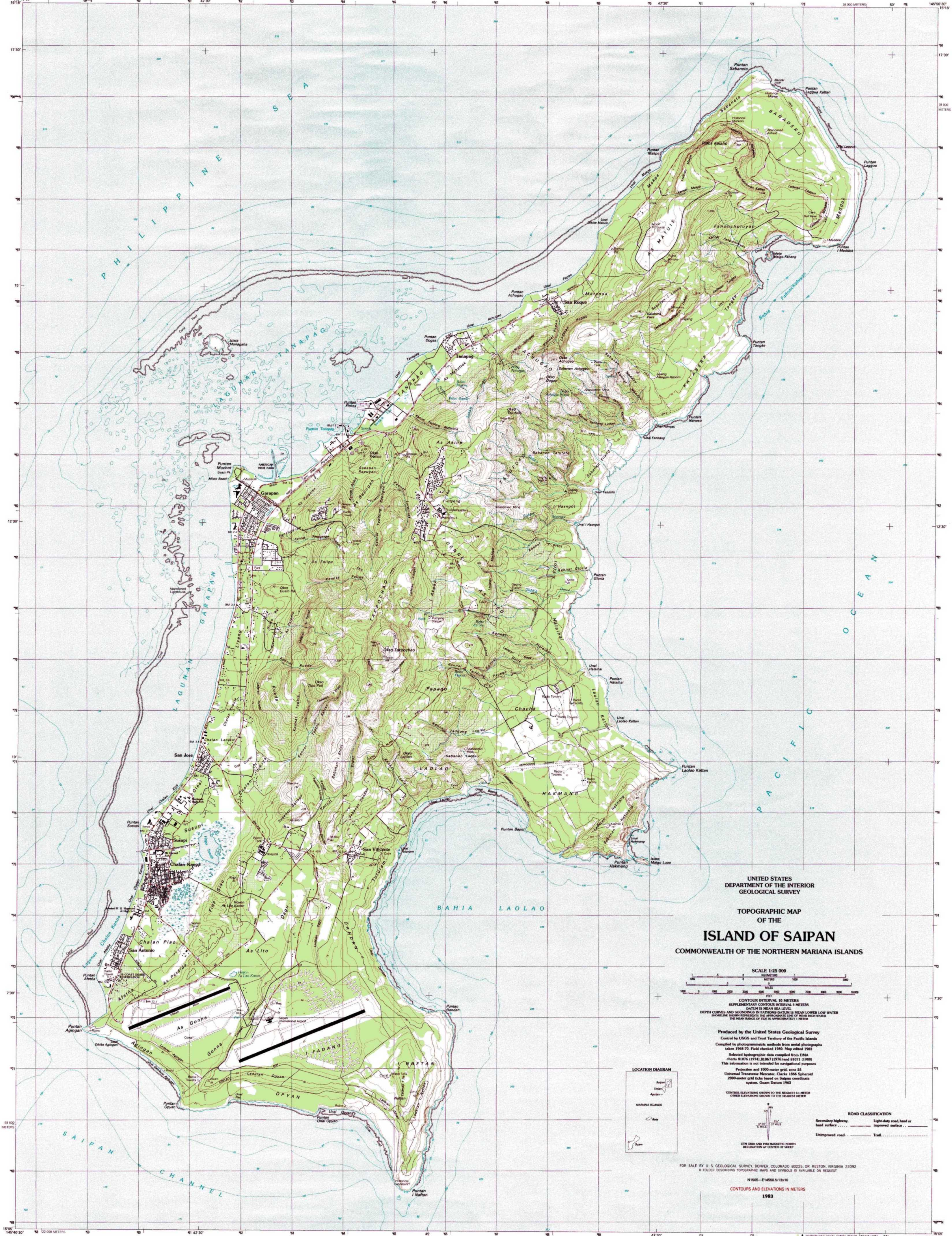

Západní pobřeží je tvořeno písčitými plážemi a lemováno korálovým útesem, který vytváří velkou lagunu. Východní pobřeží tvoří převážně skály a skalnaté útesy.
Podnebí je tropické. Počasí zůstává stejné po celý rok. Průměrná teplota: 26–32 °C.

## Historie
Prvními Evropany na ostrově byli Španělé, kteří tam přinesli dodnes rozšířené katolické náboženství. Roku 1899 se Saipan stal německou kolonií, kterou byl až do první světové války, kdy se ostrova zmocnilo Japonské císařství. Od roku 1922 pak Japonci ostrov spravovali jako mandátní území Společnosti národů (předchůdkyně OSN) až do června/července 1944, kdy ostrov dobyli Američané.